# Capanemia
Genre
Capanemia est un genre d'orchidées, comprenant une dizaine d'espèces originaires d'Amérique du Sud.

## Liste d'espèces
- Capanemia adelaidae Porto & Brade - Brésil
- Capanemia brachycion (Griseb.) Schltr. - Rio Grande do Sul, Argentine, Paraguay, Uruguay
- Capanemia carinata Barb.Rodr. - Minas Gerais, São Paulo
- Capanemia gehrtii Hoehne - Brésil
- Capanemia micromera Barb.Rodr. - Bolivie, Brésil, Argentine, Paraguay, Uruguay
- Capanemia paranaensis Schltr. - Paraná
- Capanemia pygmaea (Kraenzl.) Schltr. - Brésil, probablement éteint
- Capanemia superflua (Rchb.f.) Garay - Brésil, Argentine, Paraguay
- Capanemia theresae Barb.Rodr. - Brésil